# 피아노 소나타 Hob. XVI/52
E플랫 장조의 피아노 소나타 Hob. XVI/52 L. 62는 요제프 하이든에 의해 1794년에 쓰여졌다. 이 곡은 하이든의 피아노 소나타 중 마지막 곡이며, 그의 가장 위대한 곡으로 널리 여겨지고 있다. 그것은 하인리히 쉔커와 도날드 토비 경과 같은 저명한 음악학자들의 광범위한 분석의 주제가 되어왔는데, 주로 그것의 넓은 길이, 특이한 조화, 그리고 흥미로운 발전 때문이다. 소나타는 때때로 호보켄의 번호 대신 랜던의 번호를 기준으로 62번으로 불린다.
하이든은 1790년대 하이든의 런던 방문 당시 런던에 살았던 뛰어난 피아니스트 테레세 얀센을 위해 이 곡을 썼다. 하이든은 1795년 5월 16일 가에타노 바르톨로치와의 결혼식에서 증인으로 일했다. 하이든은 또한 까다로운 피아노 트리오 3곡 (H. XV:27–29)과 또 다른 피아노 소나타 2곡 (H. XVI:50과 51)을 얀센에게 헌정하였다.

## 구조
작품에는 세 가지 악장이 있다.
- I. 알레그로 ( 모데라토 )
- II. 아다지오 E장조와 E단조
- III. 피날레: 프레스토